# Претендентите
„Претендентите“ (на английски: Challengers) е романтична спортна драма от 2024 г. на режисьора Лука Гуаданино, а сценарият е на Джъстин Курицкес. В нея участват Зендая, Джош О'Конър и Майк Фейст. 
Премиерата на филма се състои в Сидни, Австралия на 26 март 2024 г. и излиза по кината в Съединените щати на 26 април 2024 г.

## Сюжет
Филмът разглежда развитието на спортните кариери, както и любовния триъгълник започнал още от тинейджърските години между Таши Доналдсън (Зендая) и двамата приятели от детство Патрик Зуийг (Джош О'Конър) и Арт Доналдсън (Майк Файст).

## Актьорски състав
- Зендая – Таши Доналдсън[5][6]
- Джош О'Конър – Патрик Зуийг[5]
- Майк Файст – Арт Доналдсън[5]
- Дарнъл Аплинг – Съдия на Ню Рошел
- Ей Джей Листър – Лили Доналдсън
- Нада Деспотович – майката на Таши
- Натийм Гарсия – бащата на Таши
- Хейли Гейтс – Хелън
- Джейк Дженсън – Фин Ларсън

## Продукция
През февруари 2022 г. е съобщено, че „Метро-Голдуин-Майер“ подготвя филма, докато Лука Гуаданино е нает като режисьор, а Зендая, Джош О'Конър и Майк Фейст са добавени в актьорския състав. Зендая ще бъде и изпълнителен продуцент на филма. Сайомбху Мукдипрум служи като оператор като филма.
Снимките започват на 3 май 2022 г. в Бостън и приключват на 26 юни 2022 г. Постпродукцията е завършена през април 2023 г.

## Излъчване
Филмът излиза по кината в Съединените щати на 26 април 2024 г.
Той беше предвиден да излезе на 15 септември 2023 г., както и на 11 август 2023 г. Също така той е насрочен да бъде открит в 80-ия филмов фестивал във Венеция, но е отменен от фестивала заради стачката на сценаристите в Холивуд през 2023 г.
Докато Уорнър Брос Пикчърс е международен разпространител на филма, филмът няма да получи театрално издание във Франция и вместо това ще се излъчи в стрийминг от Amazon Prime Video.

## В България
В България филмът излиза на същата дата от „Александра Филмс“, а международен разпространител е „Уорнър Брос“.